# Структура Вооружённых сил Сербии
Структура Вооружённых сил Сербии была определена военной реформой, прошедшей в 2006—2007 гг., но состав Вооружённых сил неоднократно изменялся и позднее. В ВС Сербии все соединения и подразделения распределены между Генеральным штабом, Сухопутными войсками, Военно-воздушными силами и противовоздушной обороной и Учебным командованием.
Сербская армия делится на виды, роды и службы, а функционально состоит из штабов, частей и организаций. В организационном смысле её структура состоит из стратегического, оперативного и тактического уровней. На стратегическом уровне действиями Вооружённых сил руководят Президент, Министр обороны и начальник Генерального штаба. На оперативном уровне командуют штабы видов Вооружённых сил. На тактическом уровне — штабы бригад и прочих соединений.

## Легенда
В списке представлена структура Вооружённых сил Сербии.
Таблица:
- Эмблема — эмблема части или организации. В случае отсутствия собственной эмблемы представлена эмблема Вооружённых сил;
- Наименование — название части или организации на русском языке, ниже приводится оригинальное название на сербском;
- Подразделения — из чего состоит часть или организация;
- Место дислокации — населённый пункт, где дислоцируется часть или организация;
- Дата формирования — в каком году была создана часть или организация;
- Пр. — ссылки на источники.

Сортировка может проводиться по первым четырём столбцам таблицы.

## Части, подчиняющиеся Генеральному штабу
| Эмблема | Наименование | Подразделения | Место дислокации | Дата формирования | Пр.                  |
| ------- | --- | --- | ---------------- | ----------------- | -------------------- |
|         | Гвардия серб. Гарда                                                                                               | Штабной батальон, гвардейский батальон, 25-й батальон военной полиции, батальон тылового обеспечения и др. | Белград          | 1830              | [ 2 ] [ 3 ] [ 4 ]    |
|         | 72-я бригада специальных операций серб. 72. бригада за специјалне операције                                       | Штабной батальон, батальон специальных операций «Грифоны», батальон специальных операций «Соколы», рота тылового обеспечения, взвод военной полиции.                                                                                    | Панчево          | 2019              | [ 5 ] [ 6 ]          |
|         | 63-я парашютная бригада серб. 63. падобранска бригада                                                             | Штабная рота, парашютная рота, учебная рота, рота поиска и эвакуации, рота тылового обеспечения. | Ниш              | 2019              | [ 7 ]                |
|         | Отряд военной полиции «Кобры» серб. Одред војне полиције «Кобре»                                                  | Штаб, штабной взвод, несколько рот военной полиции. | Ниш, Панчево     | 2006              | [ 8 ] [ 9 ]          |
|         | Уголовно-следственная группа серб. Криминалистико-истражна группа                                                 | Группы по оперативным и общим вопросам, 1-й, 2-й, 3-й и 4-й центры уголовных расследований | Белград          | 2006              | [ 10 ] [ 9 ]         |
|         | Центр технических испытаний серб. Технички опитни центар                                                          | Отдел вооружения, отдел электроники, отдел оборудования транспортных средств и речной флотилии, отдел техники ВВС и сил ПВО, отдел метрологии, центр летных испытаний, центр испытаний вооружения и техники, центр экспертизы продукции | Белград          | 1973              | [ 11 ]               |
|         | Бригада связи серб. Бригада везе                                                                                  | Штаб, штабной взвод, четыре батальона связи. | Белград          | 2006              | [ 12 ] [ 13 ] [ 14 ] |
|         | Центральная логистическая база серб. Централна логистичка база                                                    | 1-й, 2-й и 3-й батальоны хранения, 2-й центр сбора и продажи, 1-й логический центр. | Белград          | 2006              | [ 15 ] [ 16 ] [ 14 ] |
|         | 224-й центр радиоэлектронных операций серб. 224. центар за електронска дејства                                    | Штабной взвод, 1-й и 2-й батальоны радиоэлектронной борьбы | Белград, Баница  | 2006              | .                    |
|         | Центр миротворческих операций серб. Центар за мировне операције                                                   | Отдел кадров, департамент эксплуатации и кадровой работы, учебный отдел, отдел поддержки, финансовая группа | Белград          | 2005              | [ 18 ]               |
|         | Военно-географический институт «Генерал Стеван Бошкович» серб. Војногеографски институт "генерал Стеван Бошковић" | ? | Белград          | 1876              | [ 19 ]               |

## Сухопутные войска
| Эмблема | Наименование | Подразделения | Место дислокации                                   | Дата формирования | Пр.                         |
| ------- | --- | --- | -------------------------------------------------- | ----------------- | --------------------------- |
|         | Командование Сухопутных войск серб. Команда Копнене војске                                                                | Штаб, штабная рота, взвод воздушного контроля, оперативный центр и др. | Ниш                                                | 2007              | [ 20 ]                      |
|         | 1-я бригада серб. 1. бригада копнене војске                                                                               | 10-й штабной батальон, 11-й пехотный батальон, 12-й самоходный артиллерийский дивизион, 13-й дивизион реактивных систем залпового огня, 14-й артиллерийско-ракетный дивизион ПВО, 15-й танковый батальон, 16-й и 17-й механизированные батальоны, 18-й инженерный батальон, 19-й батальон тылового обеспечения.                    | Нови-Сад, Бачка-Топола, Сремска-Митровица, Панчево | 2006              | [ 21 ] [ 22 ] [ 14 ] [ 23 ] |
|         | 2-я бригада серб. 2. бригада копнене војске                                                                               | 20-й штабной батальон, 21 и 22-й пехотные батальоны, 23-й самоходный гаубичный артиллерийский дивизион, 24-й дивизион реактивных систем залпового огня, 25-й артиллерийско-ракетный дивизион ПВО, 26-й танковый батальон, 27-й и 28-й механизированные батальоны, 29-й батальон тылового обеспечения, 210-й инженерный батальон.   | Кралево, Рашка, Нови-Пазар, Валево                 | 2006              | [ 24 ] [ 25 ] [ 14 ] [ 23 ] |
|         | 3-я бригада серб. 3. бригада копнене војске                                                                               | 30-й штабной батальон, 31-й и 32-й пехотные батальоны, 33-й самоходный гаубичный артиллерийский дивизион, 34-й дивизион реактивных систем залпового огня, 35-й артиллерийско-ракетный дивизион ПВО, 36-й танковый батальон, 37-й и 38-й механизированные батальоны, 39-й батальон тылового обеспечения, 310-й инженерный батальон. | Ниш, Прокупле, Куршумлия, Заечар                   | 2006              | [ 26 ] [ 25 ] [ 14 ] [ 23 ] |
|         | 4-я бригада серб. 4. бригада копнене војске                                                                               | 40-й штабной батальон, 41-й и 42-й пехотные батальоны, 43-й самоходный гаубичный артиллерийский дивизион, 44-й дивизион реактивных систем залпового огня, 45-й артиллерийско-ракетный дивизион ПВО, 46-й танковый батальон, 47-й и 48-й механизированные батальоны, 49-й батальон тылового обеспечения, 410-й инженерный батальон. | Вране, Буяновац                                    | 2006              | [ 27 ] [ 25 ] [ 14 ] [ 23 ] |
|         | Батальон танков Т-72М серб. Тенковски батаљон Т-72М                                                                       | ? | Ниш                                                | ?                 | [ 28 ]                      |
|         | Бронированно-разведывательный батальон серб. Оклопно-извиђачки батаљон                                                    | Штаб, три бронированно-разведывательные роты | Ниш                                                | 2019              | [ 29 ]                      |
|         | Речная флотилия серб. Речна флотила                                                                                       | 1-й и 2-й речные отряды, 1-й и 2-й понтонные батальоны. | Белград, Нови-Сад, Шабац                           | 2008              | [ 30 ] [ 31 ] [ 14 ] [ 23 ] |
|         | Смешанная артиллерийская бригада серб. Мешовита артиљеријска бригада                                                      | Штабной дивизион, 1-й и 2-й пушечно-гаубичные артиллерийские дивизионы, 3-й и 4-й пушечные артиллерийские дивизионы, смешанный ракетный артиллерийский дивизион, 69-й батальон тылового обеспечения. | Ниш                                                | 2007              | [ 32 ] [ 33 ] [ 14 ] [ 23 ] |
|         | 3-й батальон военной полиции серб. 3. батаљон војне полиције                                                              | Штаб батальона, три роты военной полиции, служебный взвод военной полиции, кинологический взвод, взвод транспортной военной полиции, отделение связи. | Вране, Ниш                                         | 1990              | [ 34 ] [ 35 ] [ 14 ] [ 23 ] |
|         | 5-й батальон военной полиции серб. 5. батаљон војне полиције                                                              | Штаб батальона, три роты военной полиции, служебный взвод военной полиции, кинологический взвод, взвод транспортной военной полиции, отделение связи. | Белград, Кралево, Нови-Сад                         | 1992              | [ 36 ] [ 35 ] [ 14 ] [ 23 ] |
|         | 21-й батальон связи серб. 21. батаљон везе                                                                                | Штаб батальона, три роты связи, отделение технической поддержки. | Ниш                                                | 2007              | [ 37 ] [ 38 ] [ 14 ] [ 23 ] |
|         | 246-й батальон РХБЗ серб. 246. батаљон АБХО                                                                               | Штаб батальона, штабной взвод, три роты РХБЗ, отделение защиты от ядерных и химических катастроф. | Крушевац                                           | 2007              | [ 39 ] [ 35 ] [ 14 ] [ 23 ] |
|         | Центр подготовки подразделений для многонациональных операций серб. Центар за обуку јединица за мултинационалне операције | ? | Буяновац                                           | 2012              | [ 40 ]                      |
|         | Техническо-ремонтный институт «Чачак» серб. Технички ремонтни завод «Чачак»                                               | ? | Чачак                                              | 1925              | [ 41 ]                      |

## ВВС и ПВО
| Эмблема | Наименование                                                                         | Подразделения | Место дислокации                  | Дата формирования | Пр.                  |
| ------- | ------------------------------------------------------------------------------------ | --- | --------------------------------- | ----------------- | -------------------- |
|         | Командование ВВС и ПВО серб. Команда ВиПВО                                           | Штаб, штабная рота, оперативный центр, взвод военной полиции. | Земун                             | 2006              | [ 42 ]               |
|         | 98-я авиабригада серб. 98. ваздухопловна бригада                                     | 241-я истребительно-бомбардировочная эскадрилья, 714-я противотанковая вертолётная эскадрилья, 119-я смешанная вертолётная эскадрилья, 98-й авиационно-технический батальон, 98-й и 161-й батальоны охраны аэродрома, 98-й артиллерийско-ракетный дивизион ПВО. | Ладжевци, Ниш                     | ?                 | [ 43 ] [ 44 ] [ 14 ] |
|         | 204-я авиабригада серб. 204. ваздухопловна бригада                                   | 101-я истребительная эскадрилья, 252-я учебная эскадрилья, 138-я транспортная эскадрилья, 890-я смешанная вертолётная эскадрилья, 24-й авиационно-технический батальон, 17-й батальон охраны аэродрома, 177-й артиллерийско-ракетный дивизион ПВО.              | Батайница                         | 2011              | [ 45 ] [ 46 ] [ 14 ] |
|         | 250-я бригада ПВО серб. 250. ракетна бригада ПВД                                     | Штаб, 1-й и 2-й ракетные дивизионы ПВО, 230-й, 240-й и 310-й самоходные ракетные дивизионы ПВО. | Белград, Крагуевац, Ниш, Нови-Сад | 1962              | [ 45 ] [ 47 ] [ 14 ] |
|         | 126-я бригада воздушного наблюдения серб. 126. бригада ВОЈИН                         | Штабная рота, 20-й и 31-й батальоны контроля воздушного пространства, батальон технической поддержки | Белград, Крагуевац, Ниш, Нови-Сад | 1962              | [ 48 ] [ 49 ] [ 14 ] |
|         | 210-й батальон связи серб. 210. батаљон везе                                         | Штаб, две роты связи, два взвода связи, взвод тылового обеспечения. | Белград, Нови-Сад                 | 1967              | [ 50 ] [ 51 ] [ 14 ] |
|         | 333-й инженерный батальон серб. 333. инжињеријски батаљон                            | Штаб, инженерная рота, рота укреплений, взвод тылового обеспечения, отделение связи. | Панчево                           | 1947              | [ 52 ] [ 53 ] [ 14 ] |
|         | Авиационный завод им. Момы Станойловича серб. Ваздухопловни завод «Мома Станојловић» | Сектор ремонта самолётов, сектор ремонта техники ПВО и материально-технических средств, сектор производства, сектор контроля качества, сектор логистики и закупок, сектор оперативных вопросов.                                                                 | Батайница                         | 1976              | [ 54 ]               |
|         | Институт авиационной медицины серб. Ваздухопловномедицински институт                 | Управление, отделение авиационной физиологии, отделение медицинско-психологической экспертизы, военно-врачебная комиссия, вспомогательное отделение. | Белград                           | 1945              | [ 55 ] [ 56 ]        |

## Учебное командование
| Эмблема | Наименование | Подразделения | Место дислокации       | Дата формирования | Пр.           |
| ------- | --- | --- | ---------------------- | ----------------- | ------------- |
|         | Командный батальон серб. Командни батаљон                                                                                            | Штабная рота, почётная рота, взвод охраны объектов. | Белград                | 2011              | [ 57 ]        |
|         | 1-й учебный центр серб. Први центар за обуку                                                                                         | Штаб, штабная рота, учебный батальон, рота тылового обеспечения. | Сомбор                 | 2006              | [ 58 ]        |
|         | 2-й учебный центр серб. Други центар за обуку                                                                                        | Штаб, штабная рота, учебный батальон, рота тылового обеспечения. | Валево                 | 2011              | [ 59 ]        |
|         | 3-й учебный центр серб. Трећи центар за обуку                                                                                        | Штаб, штабная рота, учебный батальон, рота тылового обеспечения. | Лесковац               | 2011              | [ 60 ]        |
|         | Учебный центр Сухопутных войск серб. Центар за обуку Копнене војске                                                                  | Штаб, штабная рота, учебный батальон, рота тылового обеспечения. | Пожаревац              | 2006              | [ 61 ]        |
|         | Учебный центр ВВС и ПВО серб. Центар за обуку Ратног ваздухопловства и противваздухопловне одбране                                   | Штаб, штабное отделение, ракетная батарея ПВО, самоходная ракетная батарея ПВО, артиллерийско-ракетная батарея малой дальности, рота контроля воздушного пространства, рота подготовки технических специалистов. | Батайница              | 2006              | [ 62 ]        |
|         | Учебный центр тылового обеспечения серб. Центар за обуку логистике                                                                   | Штаб, штабное отделение, учебный батальон транспортной службы, учебная рота интендантской службы, учебная рота технической службы, учебная рота санитарной службы, учебная рота кинологической службы.           | Ниш, Кралево, Крушевац | 2007              | [ 63 ]        |
|         | Центр РХБЗ серб. Центар АБХО | Штаб, учебная рота, смешанная рота поддержки учебного процесса. | Крушевац               | 1946              | [ 64 ]        |
|         | Учебный центр связи и информатики серб. Центар за обуку везе и информатике                                                           | Штаб, штабной взвод, две учебные роты, взвод охраны объектов, взвод тылового снабжения, отделение здравоохранения.                                                                                               | Горни-Милановац        | 2006              | [ 65 ]        |
|         | Центр подготовки и повышения квалификации подофицеров им. Милунки Савич серб. Центар за обуку и усавршавање подофицира Милугка Савић | Штаб, штабной взвод, рота базового курса, рота повышения квалификации. | Панчево                | 2010              | [ 66 ] [ 67 ] |
|         | Штаб развития Банатской бригады серб. Команда за развој Банатске бригаде                                                             | Штаб, штабная рота, рота тылового обеспечения | Зренянин               | 2011              | [ 68 ]        |
|         | Штаб развития Белградской бригады серб. Команда за развој Београдске бригаде                                                         | Штаб, штабная рота, рота тылового обеспечения | Белград                | 2011              | [ 69 ]        |
|         | Штаб развития Расинской бригады серб. Команда за развој Расинске бригаде                                                             | Штаб, штабная рота, рота тылового обеспечения | Крушевац               | 2011              | [ 70 ]        |
|         | Штаб развития Тимокской бригады серб. Команда за развој Тимочке бригаде                                                              | Штаб, штабная рота, рота тылового обеспечения | Заечар                 | ?                 | [ 71 ]        |
|         | Межвидовой полигон «Пасулянске ливаде» серб. Интервидовски полигон «Пасуљанске ливаде»                                               | Штаб, взвод тылового обеспечения, учебный взвод, взвод охраны объектов. | Община Деспотовац      | 2004              | [ 72 ] [ 67 ] |